# Äsops Fabeln

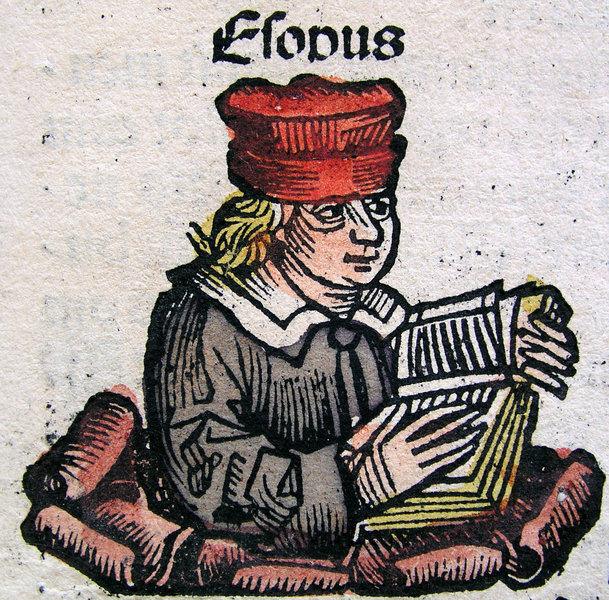
Äsop, Schedelsche Weltchronik (1493)

Äsops Fabeln sind eine Sammlung von Fabeln, die Äsop, einem missgestalteten Sklaven und Geschichtenerzähler, der zwischen 620 und 564 v. Chr. auf der Insel Samos im antiken Griechenland gelebt haben soll, zugeschrieben werden. Seine Erzählungen machten ihn so beliebt, dass das Volk seine Freilassung erwirkte. Die Geschichten, die mit seinem Namen in Verbindung gebracht werden, sind durch eine Reihe von Quellen bis in die Neuzeit überliefert und werden nach wie vor immer wieder neu künstlerisch verarbeitet und interpretiert.
In den äsopischen Fabeln werden menschliche Schwächen wie Neid, Dummheit, Geiz, Eitelkeit usw. in Form von Gleichnissen in kleine Geschichten verpackt, deren Akteure in erster Linie Tiere sind, die miteinander sprechen und diese menschlichen Charakterzüge aufweisen. Gelegentlich kommen auch antike Götter, Pflanzen und wichtige Personen der damaligen Zeit in den Geschichten vor. Der Stoff und die Figuren der Fabeln stammen aus dem Horizont des kleinen Mannes im Griechenland des 6. Jahrhunderts v. Chr.
Äsop zeichnete seine Fabeln nicht selbst auf. Diese wurden längere Zeit nur mündlich weitergegeben, ehe sie erstmals im 4. Jahrhundert v. Chr. von Demetrios von Phaleron gesammelt und in 10 Büchern niedergeschrieben wurden. Zu diesem Zeitpunkt wurden Äsop bereits eine Vielzahl anderer Geschichten, Anekdoten und Sprichwörter zugeschrieben, auch wenn einige dieser Überlieferungen aus viel früheren Quellen oder von außerhalb des griechischen Kulturkreises stammten.
Der Prozess der Aufnahme hat sich bis in die Gegenwart fortgesetzt, wobei einige der Fabeln nicht vor dem Spätmittelalter aufgezeichnet wurden und andere von außerhalb Europas kamen. Es handelt sich um einen kontinuierlichen Prozess und es werden immer noch neue Geschichten in den Äsop-Korpus aufgenommen, selbst wenn sie nachweislich jüngeren Datums sind und manchmal von bekannten Autoren stammen.
Manuskripte in altgriechischer und lateinischer Sprache waren wichtige Überlieferungswege, genauso wie die späteren poetischen Abhandlungen in diversen europäischen Volkssprachen. Als der Buchdruck aufkam, gehörten Sammlungen von Äsops Fabeln zu den ersten Büchern in einer Vielzahl von Sprachen. Durch spätere Sammlungen und deren Übersetzungen oder Bearbeitungen wurde Äsops Ruf als Fabeldichter in der ganzen Welt verbreitet.
Ursprünglich waren die Fabeln an Erwachsene gerichtet und behandelten religiöse, soziale und politische Themen. Sie dienten auch als ethische Leitfäden und wurden ab der Renaissance insbesondere für die Erziehung von Kindern verwendet. Ihre ethische Dimension wurde in der Welt der Erwachsenen durch die Darstellung in der Bildhauerei, der Malerei und anderen illustrativen Mitteln sowie durch die Adaption in Drama und Gesang verstärkt. Darüber hinaus gab es im Laufe der Zeit immer wieder Neuinterpretationen der Bedeutung von Fabeln und Veränderungen in der Gewichtung.

## Herkunft
Aus zwei Hauptgründen – weil zahlreiche Moralvorstellungen in den Äsop zugeschriebenen Fabeln einander widersprechen und weil die antiken Berichte über Äsops Leben ebenfalls widersprüchlich sind – ist man heute der Ansicht, dass Äsop nicht der Urheber aller ihm zugeschriebenen Fabeln war, denn häufig wurden diese einfach auf den Namen Äsop zurückgeführt, wenn keine andere literarische Quelle bekannt war. In The Oxford Companion to the Brontës geht man sogar davon aus, dass Äsop lediglich ein erfundener Name sei, den man als Autor für jegliche Tierfabeln verwendete.
Einige der äsopischen Fabeln sind nachweislich westasiatischen Ursprungs, andere haben weiter östlich liegende Entsprechungen. Die moderne Forschung zeigt, dass Fabeln und Sprichwörter in äsopischer Form sowohl im alten Sumer als auch in Akkad bereits im dritten Jahrtausend v. Chr. existierten. Äsops Fabeln und die indische Tradition, wie sie durch die buddhistischen Jataka-Erzählungen und das hinduistische Panchatantra repräsentiert wird, haben etwa ein Dutzend Erzählungen gemeinsam, auch wenn sie sich im Detail oft stark unterscheiden. Es ist umstritten, ob die Griechen diese Fabeln von indischen Geschichtenerzählern übernommen haben oder umgekehrt, oder ob die Einflüsse gegenseitig waren.

## Überlieferung und Übersetzungen

### Altgriechische Versionen
Die früheste bekannte Sammlung äsopischer Fabeln stammt von Demetrios von Phaleron, einem Redner und Staatsmann aus Athen aus dem 4. Jahrhundert v. Chr., der die Fabeln in zehn Büchern für Redner zusammenstellte. Er sammelte dazu einfach sämtliche bei anderen griechischen Schreibern erwähnte und mit Äsop in Zusammenhang gebrachte Fabeln und schrieb sie in Prosa nieder. Demetrios’ Sammlung galt für viele Jahrhunderte als offizielle Version der äsopischen Fabeln, ging allerdings im 10. Jahrhundert n. Chr. verloren.

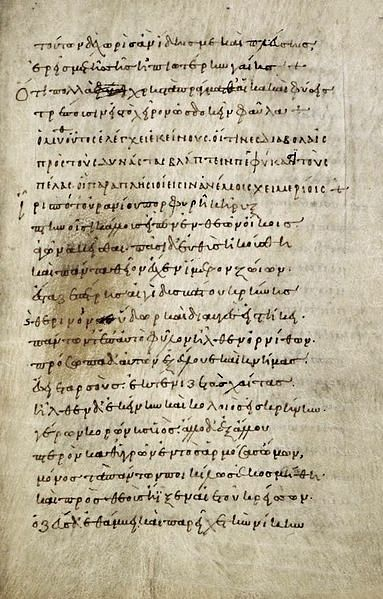
Altgriechisches Manuskript der Fabeln von Babrius, British Library

Heutige Sammlungen gehen auf eine Version in Choljambus-Versform von Babrios aus dem 1. Jahrhundert n. Chr. zurück, von der ein unvollständiges Manuskript mit ungefähr 160 Fabeln erhalten ist.
In einer Sammlung mit 55 Fabeln von Ignatius dem Diakon aus dem 9. Jahrhundert sind erstmals orientalische Einflüsse erkennbar.

### Lateinische Versionen
Die erste nennenswerte und umfassende lateinische Übersetzung in jambischen Trimetern aus dem 1. Jahrhundert n. Chr. stammt von Phaedrus. Der Rhetoriker Aphthonius von Antiochia schrieb 315 n. Chr. eine technische Abhandlung über etwa vierzig dieser Fabeln und übertrug sie in lateinische Prosa. Sie ist ein bemerkenswertes Beispiel für die zeitgenössische und spätere Verwendung von Fabeln in der damaligen Rhetorik: Philosophie- und Rhetoriklehrer stellten ihren Schülern die Fabeln von Äsop oft als Übung zur Verfügung und forderten sie auf, nicht nur die Moral der Geschichte zu erörtern, sondern auch den Stil und die Regeln der Grammatik zu üben, indem sie neue Versionen dieser Fabeln verfassten.
Die umfangreichste, älteste bekannte und einflussreichste der Prosafassungen der Sammlung von Phaedrus trägt den Namen eines ansonsten unbekannten Fabeldichters namens Romulus. Sie enthält 83 Fabeln, stammt aus dem 10. Jahrhundert und scheint auf einer früheren Prosa-Version zu beruhen. Romulus’ Sammlung beeinflusste bis in die zweite Hälfte des Mittelalters sämtliche lateinischen Fabelsammlungen. Eine Version der ersten drei Bücher von Romulus wurde wahrscheinlich im 12. Jahrhundert von Gualterus Anglicus erstellt und war bis in die Renaissance ein weitverbreiteter lateinischer Lehrtext. Eine weitere einflussreiche Version stammte von Alexander Neckam, einem englischen Wissenschaftler und Lehrer.
Später gab es drei bemerkenswerte Sammlungen von Fabeln in Versen, von denen die Centum Fabulae (1564) von Gabriele Faerno die einflussreichste war. Die meisten der hundert Fabeln stammen von Äsop, aber es gibt auch humorvolle Erzählungen, die nicht auf Äsop zurückgehen bzw. aus anderen Ländern stammen.
Im selben Jahr, in dem Faernos Sammlung in Italien veröffentlicht wurde, brachte Hieronymus Osius in Deutschland eine Sammlung von 294 Fabeln mit dem Titel Fabulae Aesopi carmine elegiaco redditae heraus, die ebenfalls einige aus anderen Ländern stammende Fabeln enthielt.
1604 veröffentlichte Pantaleon Candidus Centum et quinquaginta fabulae carminibus explicatae, 152 Gedichte, nach Themen gruppiert, wobei manchmal mehr als ein Gedicht derselben Fabel gewidmet war, auch wenn es sich um alternative Versionen handelte. Die Sammlung enthält auch das früheste Beispiel von „Der Löwe, der Bär und der Fuchs“ in einer anderen Sprache als Altgriechisch.

## Äsops Fabeln in anderen europäischen Sprachen

Italienische Ausgabe „Aesopus moralisatus“, ca. 1485

Lange Zeit wurden die äsopischen Fabeln in lateinischer Sprache gesammelt und niedergeschrieben. Ab dem 12. Jahrhundert tauchten erste Übersetzungen in altfranzösischer, hebräischer, walisischer, mittelfranzösischer, mittelenglischer, mittelschottischer und mittelniederdeutscher Sprache auf.
Der Hauptimpuls für die Übersetzung großer Sammlungen von Fabeln, die Äsop zugeschrieben und in europäische Sprachen übersetzt wurden, ging von einer frühen gedruckten Veröffentlichung in Deutschland aus. Während des Mittelalters gab es viele kleine Auswahlen in verschiedenen Sprachen, aber der erste Versuch einer umfassenden Ausgabe wurde von Heinrich Steinhöwel in seinem Aesopus: Vita et Fabulae (deutsch Buch und Leben des hochberühmten Fabeldichters Aesopi) unternommen, das um 1476 im Verlag von Johann Zainer in Ulm erschien. Dieses Werk enthielt sowohl lateinische Fassungen als auch deutsche Übersetzungen und auch eine Übersetzung von Rinuccio da Castiglione (oder d'Arezzo) aus dem Griechischen über das Leben von Äsop (1448). Es erscheinen 156 Fabeln, die von Romulus, Avianus und anderen Quellen gesammelt wurden, begleitet von einem kommentierenden Vorwort und einem moralisierenden Schluss sowie 205 Holzschnitten.
Übersetzungen oder Fassungen auf der Grundlage von Steinhöwels Buch folgten bald darauf in Italienisch (1479), Französisch (1480), Tschechisch (1480) und Englisch (die sogenannte Caxton-Ausgabe von 1484) und wurden bis zum Beginn des 16. Jahrhunderts mehrfach nachgedruckt. Die spanische Version von 1489, La vida del Ysopet con sus fabulas hystoriadas, war ebenso erfolgreich und wurde drei Jahrhunderte lang sowohl in der Alten als auch in der Neuen Welt häufig nachgedruckt.
Einige Fabeln wurden später von Autoren in eigenen Sammlungen so kreativ bearbeitet, dass sie mit ihrem Namen und nicht mit dem von Äsop in Verbindung gebracht wurden. Am bekanntesten sind die Fabeln von La Fontaine, die im späteren 17. Jahrhundert in französischer Sprache veröffentlicht wurden. Inspiriert von der Kürze und Einfachheit der Äsop-Fabeln waren die Fabeln in den ersten sechs Büchern stark von traditionellem Äsop-Material abhängig; die Fabeln in den nächsten sechs Büchern waren diffuser und vielfältigeren Ursprungs. Zu Beginn des 19. Jahrhunderts wurden einige der äsopschen Fabeln von dem Fabeldichter Iwan Krylow ins Russische übertragen und dabei häufig neu interpretiert.
Gotthold Ephraim Lessing (1729–1781) belebte die Fabeln Äsops im 18. Jahrhundert neu, indem er sich beim Schreiben seiner Fabeln explizit auf den griechischen Fabeldichter berief.
Die erste gedruckte Version von Äsops Fabeln in englischer Sprache wurde am 26. März 1484 von William Caxton veröffentlicht. Im Laufe der Jahrhunderte folgten viele weitere Versionen in Prosa und Versen. Im 20. Jahrhundert gab Ben E. Perry die äsopischen Fabeln von Babrius und Phaedrus für die Loeb Classical Library heraus und erstellte 1952 einen nummerierten Index nach Typen. Die Penguin-Ausgabe von Olivia und Robert Temple trägt den Titel The Complete Fables by Aesop (1998), aber tatsächlich wurden viele Fabeln von Babrius, Phaedrus und anderen wichtigen antiken Quellen ausgelassen. In jüngerer Zeit, im Jahr 2002, wurde eine Übersetzung von Laura Gibbs mit dem Titel Aesop’s Fables von Oxford World’s Classics veröffentlicht. Dieses Buch umfasst 359 Fabeln und enthält Auszüge aus allen wichtigen griechischen und lateinischen Quellen.

## Zielgruppe Kinder
Bis zum 18. Jahrhundert wurden die Fabeln von Lehrern, Predigern, Redenschreibern und Moralisten weitgehend für Erwachsene verwendet. Es war der Philosoph John Locke, der sich in seinem Buch Some Thoughts Concerning Education (1693) als erster dafür aussprach, Kinder als besonderes Publikum anzusprechen.
Der Gedanke, Fabeln besonders an junge Menschen zu richten, war nicht neu, und in Europa gab es bereits eine Reihe ausgeklügelter Konzepte, um dieses Publikum anzusprechen. Das Centum Fabulae von Gabriele Faerno wurde im 16. Jahrhundert von Papst Pius IV. in Auftrag gegeben, „damit die Kinder gleichzeitig und aus demselben Buch moralische und sprachliche Reinheit lernen“. Als der französische König Ludwig XIV. seinen sechsjährigen Sohn unterrichten wollte, ließ er in den 1670er Jahren im Labyrinth von Schloss Versailles eine Reihe von hydraulischen Statuen aufstellen, die 38 ausgewählte Fabeln darstellen. Dabei wurde er von Charles Perrault beraten, der später Faernos weit verbreitete lateinische Gedichte in französische Verse übersetzte und sie so einem breiteren Publikum zugänglich machte.
In den 1730er Jahren erschienen dann die acht Bände der Nouvelles Poésies Spirituelles et Morales sur les plus beaux airs, von denen die ersten sechs einen Abschnitt mit Fabeln enthielten, der sich speziell an Kinder richtete. Darin wurden die Fabeln von La Fontaine so umgeschrieben, dass sie zu den populären Melodien der Zeit passten, und für eine einfache Aufführung arrangiert.
In Großbritannien begannen verschiedene Autoren im 18. Jahrhundert, diesen neuen Markt zu erschließen, indem sie eine kurze Zusammenfassung der Geschichte und einen meist längeren Kommentar zu ihrer moralischen und praktischen Bedeutung gaben. Das erste dieser Werke ist Reverend Samuel Croxalls Fables of Aesop and Others, newly done into English with an Application to each Fable. Es wurde erstmals 1722 mit Stichen zu jeder Fabel von Elisha Kirkall veröffentlicht und bis in die zweite Hälfte des 19. Jahrhunderts immer wieder nachgedruckt.
Eine weitere beliebte Sammlung war John Newberys Fables in Verse for the Improvement of the Young and the Old, das scherzhaft Abraham Aesop Esquire zugeschrieben wurde und nach seiner Erstveröffentlichung im Jahr 1757 zehn Auflagen erlebte. Robert Dodsleys dreibändiges Werk Select Fables of Esop and other Fabulists ist aus mehreren Gründen bemerkenswert: Erstens, weil es 1761 in Birmingham von John Baskerville gedruckt wurde; zweitens, weil es Kinder ansprach, indem es die Tiere in charakteristischer Form sprechen ließ, beispielsweise den Löwen in königlichem oder die Eule in phrasenreichem Stil; drittens, weil es in drei Abschnitten Fabeln aus alten Quellen, solche jüngeren Datums (einschließlich einiger von Jean de la Fontaine) und neue, von ihm selbst erfundene Geschichten zusammenfasst.
Zu Beginn des 19. Jahrhunderts wandten sich die Autoren der Kinderlyrik zu und nahmen Fabeln in ihr Werk auf. Einer der populärsten war der Verfasser von Nonsens-Versen, Richard Scrafton Sharpe (gestorben 1852), dessen Old Friends in a New Dress: familiar fables in verse erstmals 1807 erschien und bis 1837 fünf ständig erweiterte Auflagen erlebte. Jefferys Taylors Aesop in Rhyme, with some originals, erstmals 1820 veröffentlicht, war ebenso beliebt und erlebte ebenfalls mehrere Auflagen. Die Versionen sind lebendig, aber Taylor nimmt sich erhebliche Freiheiten bei der Erzählung. Beide Autoren waren sich des allzu ernsten Charakters der Sammlungen des 18. Jahrhunderts bewusst und versuchten, dies zu ändern.

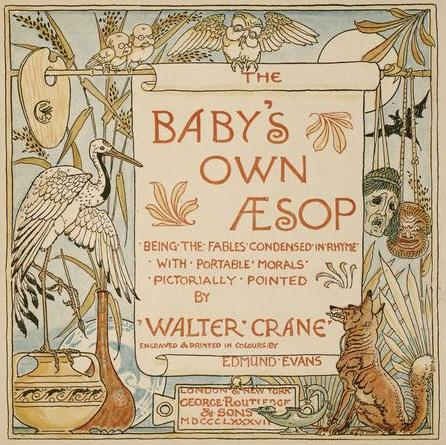
Walter Cranes Titelbild zu „The Baby’s Own Aesop“

Sharpe war auch der Erfinder des Limericks, aber seine Versionen von Äsop sind in populären Liedtakten gehalten, und erst 1887 wurde die Limerickform auf geniale Weise auf die Fabeln angewendet. Dies geschah in einer prachtvollen, handgefertigten Ausgabe des Arts and Crafts Movement, The Baby’s Own Aesop: being the fables condensed in rhyme with portable morals pictorially pointed by Walter Crane.
2010 wurden Äsops Fabeln in dem literarischen Nachschlagewerk 1001 Kinder- und Jugendbücher – Lies uns, bevor Du erwachsen bist! für die Altersstufe 8–12 Jahre empfohlen.

## Dramatisierte Fassungen
Der Erfolg von La Fontaines Fabeln in Frankreich führte dazu, dass in Europa Theaterstücke zu diesen Fabeln entstanden. Der Urheber war Edmé Boursault mit seinem fünfaktigen Versdrama Les Fables d'Esope (1690), das später in Esope à la ville (Äsop in der Stadt) umbenannt wurde. Es war so beliebt, dass ein konkurrierendes Theater im folgenden Jahr Arlaquin-Esope von Eustache Le Noble aufführte. Boursault schrieb daraufhin eine Fortsetzung, Esope à la cour (Äsop bei Hofe), eine heroische Komödie, die von der Zensur zurückgehalten wurde und erst nach seinem Tod 1701 aufgeführt wurde. Zu den weiteren Nachahmungen des 18. Jahrhunderts gehören Jean-Antoine du Cerceaus Esope au collège (1715), in dem der Fabeldichter als Leiter einer Schule reichlich Gelegenheit hat, seine Geschichten zu erzählen, und Charles-Étienne Pesseliers Esope au Parnasse (1739), ein Einakter in Versen.

## In der deutschsprachigen Wikipedia verfügbare äsopische Fabeln
- Die Ameise und die Heuschrecke, Illustration von Milo Winter (1919), Projekt Gutenberg-DEDie Ameise und die Heuschrecke
- Der Esel in der Löwenhaut
- Der Esel und der Gärtner
- Der Fuchs und der Storch
- Der Fuchs und die Trauben
- Der Hirtenjunge und der Wolf
- Der Hund und das Stück Fleisch
- Die Krähe und der Wasserkrug
- Das Lamm und der Wolf

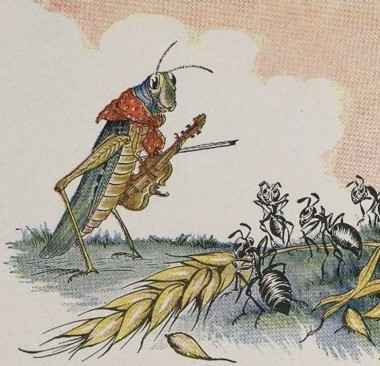
Die Ameise und die Heuschrecke, Illustration von Milo Winter (1919), Projekt Gutenberg-DE

- Der Löwe mit anderen Tieren auf der Jagd
- Der Löwe und das Mäuschen
- Das Pferd und der Esel
- Die Schildkröte und der Hase
- Die Sonne und der Wind
- Die Stadtmaus und die Landmaus
- Der Wolf und der Kranich
- Der verschwenderische Jüngling und die Schwalbe
- Vom Fuchs und Raben

## Ausgaben

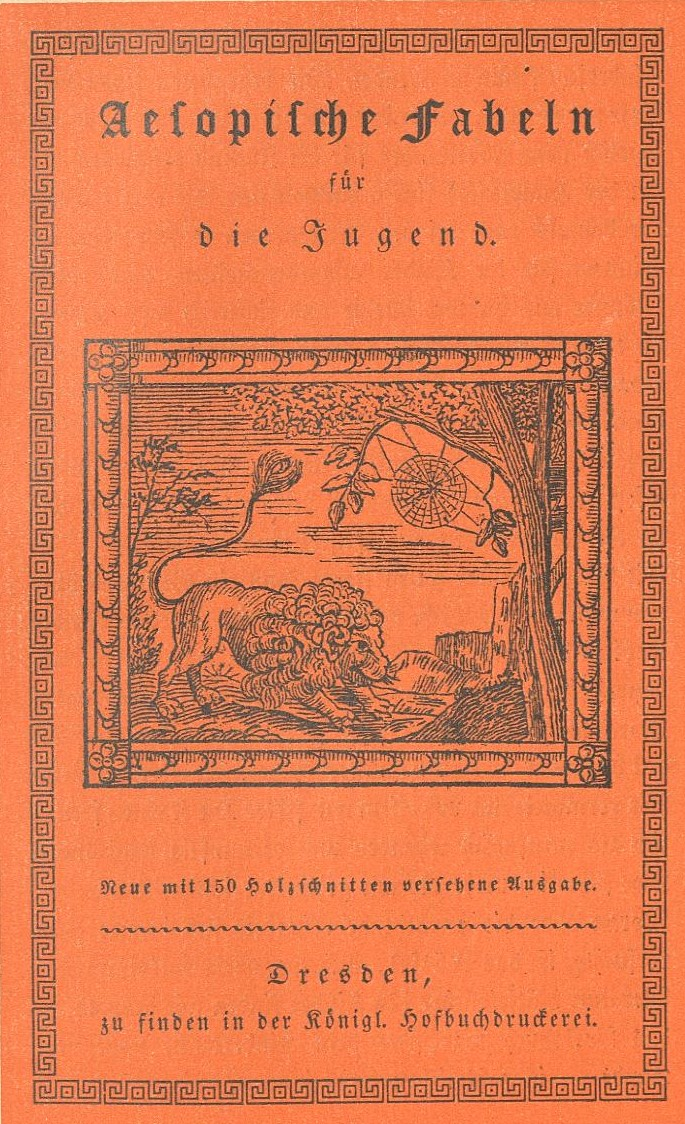
August Gottlieb Meißner: Aesopische Fabeln für die Jugend (um 1800)

- Aesopus: Vita et fabulae (lat. und dt.). Hrsg.: Heinrich Steinhöwel. Johann Zainer d. Ä., Ulm (onb.ac.at [abgerufen am 23. Juli 2023] Digitalisat des Aesop-Exemplars in der ÖNB Wien).
- Ben E. Perry (Hrsg.): Aesopica. A series of texts relating to Aesop or ascribed to him or closely connected with the literary tradition that bears his name. Collected and critically edited, in part translated from oriental languages, with a commentary and historical essay. I: Greek and Latin texts. Urbana, Ill. 1952 (2nd ed. 2007, ISBN 978-0-252-03192-2)
- August Hausrath (Hrsg.): Corpus Fabularum Aesopicarum. 2. Auflage. I: Fabulae Aesopicae soluta oratione conscripta. Fasc. 1: Leipzig 1970 (1940); Fasc. 2: Leipzig 21959 (1956)
- Aesopische Fabeln. Zusammengestellt und ins Deutsche übertragen von August Hausrath. De Gruyter, 2014, ISBN 978-3-11-036040-0, doi:10.1515/9783110360554 (griechisch/deutsch; Neudruck der 3. (im Anhang gekürzten) Auflage der Ausgabe Heimeran, München 1944 [111 S.; 21944: 150 S.; 1940]).
- Äsop: Fabeln. Griechisch/Deutsch. Übs. und Anm. von Thomas Vosskuhl. Nachwort von Niklas Holzberg. Reclam, Stuttgart 2005, ISBN 3-15-018297-2.
- Äsop: Fabeln. Griechisch-deutsch. Hrsg. und übs. von Rainer Nickel. Artemis & Winkler, Düsseldorf/Zürich 2005 (Neudruck de Gruyter, Berlin 2014, ISBN 978-3-05-005405-6).